# João Bernardo Vieira
Pour les articles homonymes, voir Vieira.
Le général João Bernardo  Vieira, dit « Nino Vieira », est un officier et un homme d'État bissau-guinéen d'ethnie Papel, né le 27 avril 1939 à Bissau et mort assassiné le 2 mars 2009 dans la même ville. Chef du gouvernement (1978-1980), chef de l'État (1980-1994) puis président de la République (1994-1999), il occupe de nouveau la présidence entre 2005 et 2009.
Vieira fait un retour politique en 2005, en gagnant l'élection présidentielle, le 24 juillet 2005, six ans après avoir été évincé du pouvoir à la suite d'une guerre civile. Il est assassiné par des hommes en armes, le 2 mars 2009 juste après un attentat qui a causé la mort du Chef militaire Batista Tagme Na Waie.

## Début de carrière
Électricien de formation, Vieira rejoint le Parti africain pour l'indépendance de la Guinée et du Cap-Vert (PAIGC) d'Amílcar Cabral en 1960 et joue un rôle majeur dans la guerre de libération menée par les guérilleros du pays contre le régime colonial portugais.

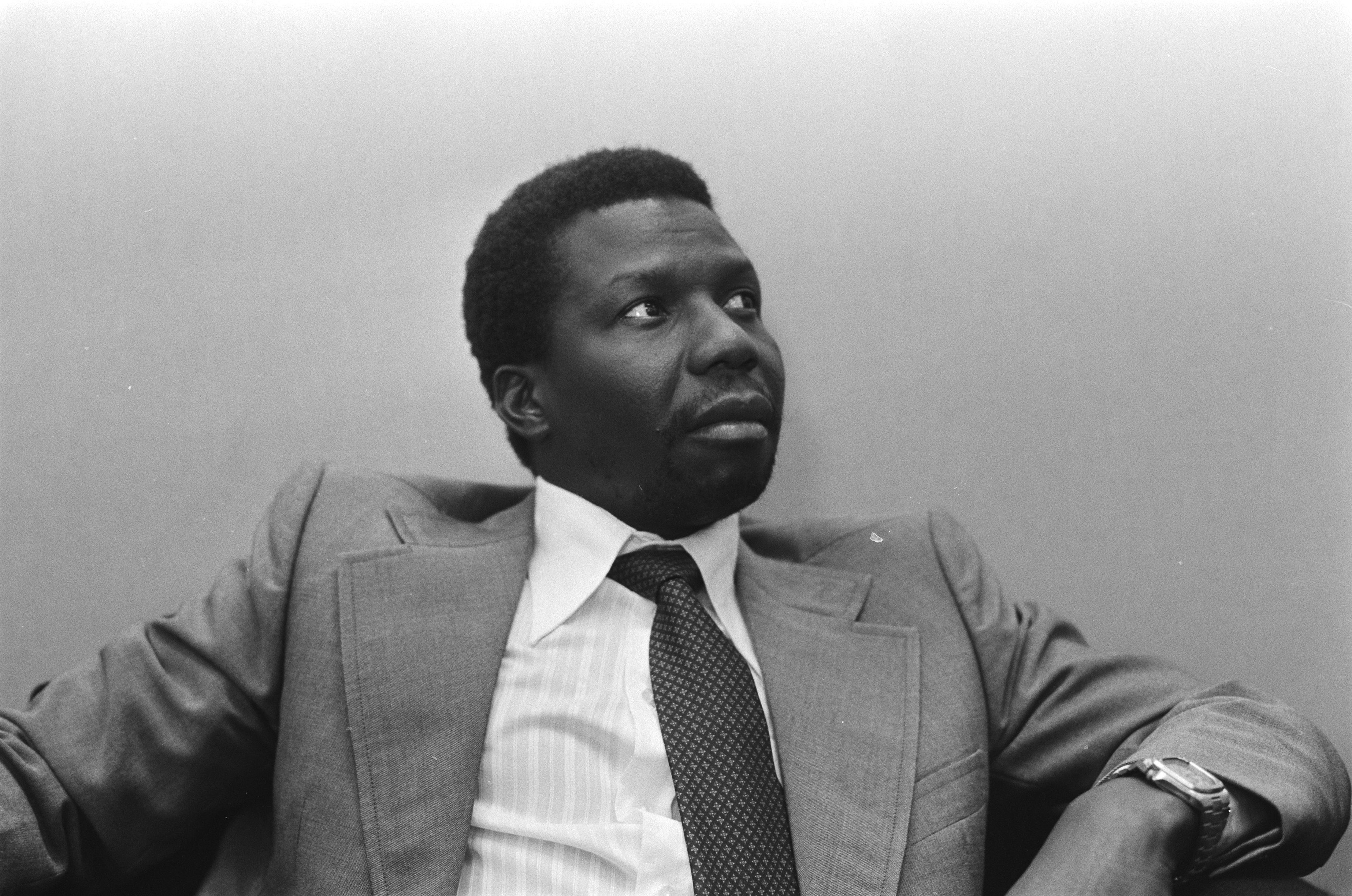
João Bernardo Vieira en tant que Premier ministre peu avant le coup d'Etat

La guerre s'intensifiant, Vieira, connu de ses camarades comme « Nino », son nom de guerre durant la lutte, fait preuve de beaucoup de compétence en tant que chef militaire et grimpe rapidement les échelons.
À l'issue des élections pour le Conseil régional qui se sont tenues fin 1972 dans les secteurs sous le contrôle du PAIGC et qui devaient mener à la formation d'une assemblée constitutive, Vieira est nommé président de l'Assemblée nationale populaire. Le 28 septembre 1978, il devient Premier ministre.

## Chef de l'État
En 1980, les conditions économiques se sont détériorées de manière significative, ce qui entraîne un mécontentement général vis-à-vis du gouvernement en  place.
Le 14 novembre 1980, Vieira renverse le gouvernement de Luís Cabral par un coup d'État militaire sans effusion de sang. La Constitution est suspendue et un Conseil militaire de neuf membres de la révolution présidé par Vieira est installé.
Il choisit de rompre avec la politique de Luis Cabral et oriente le pays vers une économie libérale. Il abandonne également les idéaux panafricanistes issus de la guerre de libération contre la colonisation portugaise. Des plans d’ajustements structurels sont engagés, entrainant la chute de la valeur du peso et une augmentation du coût de la vie.
Il lui a été reproché d'encourager la xénophobie à l'égard des Cap-verdiens afin de conforter son pouvoir, et les séparant politiquement de leur pays, créant le PAIGCV. Fortement contesté à l'intérieur du PAIGC, il dirigea plusieurs purges visant ses opposants.
En 1984, une nouvelle Constitution est approuvée et ramène le pays à la règle civile. La Guinée-Bissau, comme le reste de l'Afrique subdésertique s'est alors tournée vers la démocratie multipartite au début des années 1990. En juin 1986, six hommes politiques (dont le vice-président Paulo Correia) accusés de préparer un coup d'État sont exécutés. Cependant, en février 1993, le régime de Vieira a aboli la peine de mort dans le pays.[réf. nécessaire]
L'interdiction des partis politiques est levée en 1991 et des élections ont lieu en 1994. Au premier tour de l’élection présidentielle, tenu le 3 juillet, Vieira reçoit 46,20 % des voix face à sept autres candidats. Il termine en tête mais sans obtenir la majorité prévue, ce qui conduit à un deuxième tour le 7 août. Il est déclaré vainqueur avec 52,02 % des voix contre 47,98 % pour Kumba Yalá, un ancien conférencier de philosophie, candidat du Parti du renouveau social (PRS). Les observateurs internationaux des élections ont en général considéré les deux tours de votes libres et valables. Vieira a donc été proclamé premier président de la République démocratiquement élu le 29 septembre 1994.
Après une tentative échouée de coup d'État contre le gouvernement en juin 1998, le pays tombe dans une brève mais violente guerre civile entre les forces restées fidèles à Vieira et celles du chef rebelle Ansumane Mané. Les rebelles renversent finalement le gouvernement de João Vieira le 7 mai 1999. Il se réfugie à l'ambassade portugaise avant de s'exiler au Portugal.

## L'exil et le retour sur la scène politique
En avril 2005, presque deux ans après qu'un autre coup d'État militaire eut renversé le gouvernement du président Kumba Ialá, Vieira revient pour participer aux prochaines élections.
En dépit d'une interdiction faite aux anciens dirigeants de se présenter, la Cour suprême autorise finalement sa candidature contre Ialá.

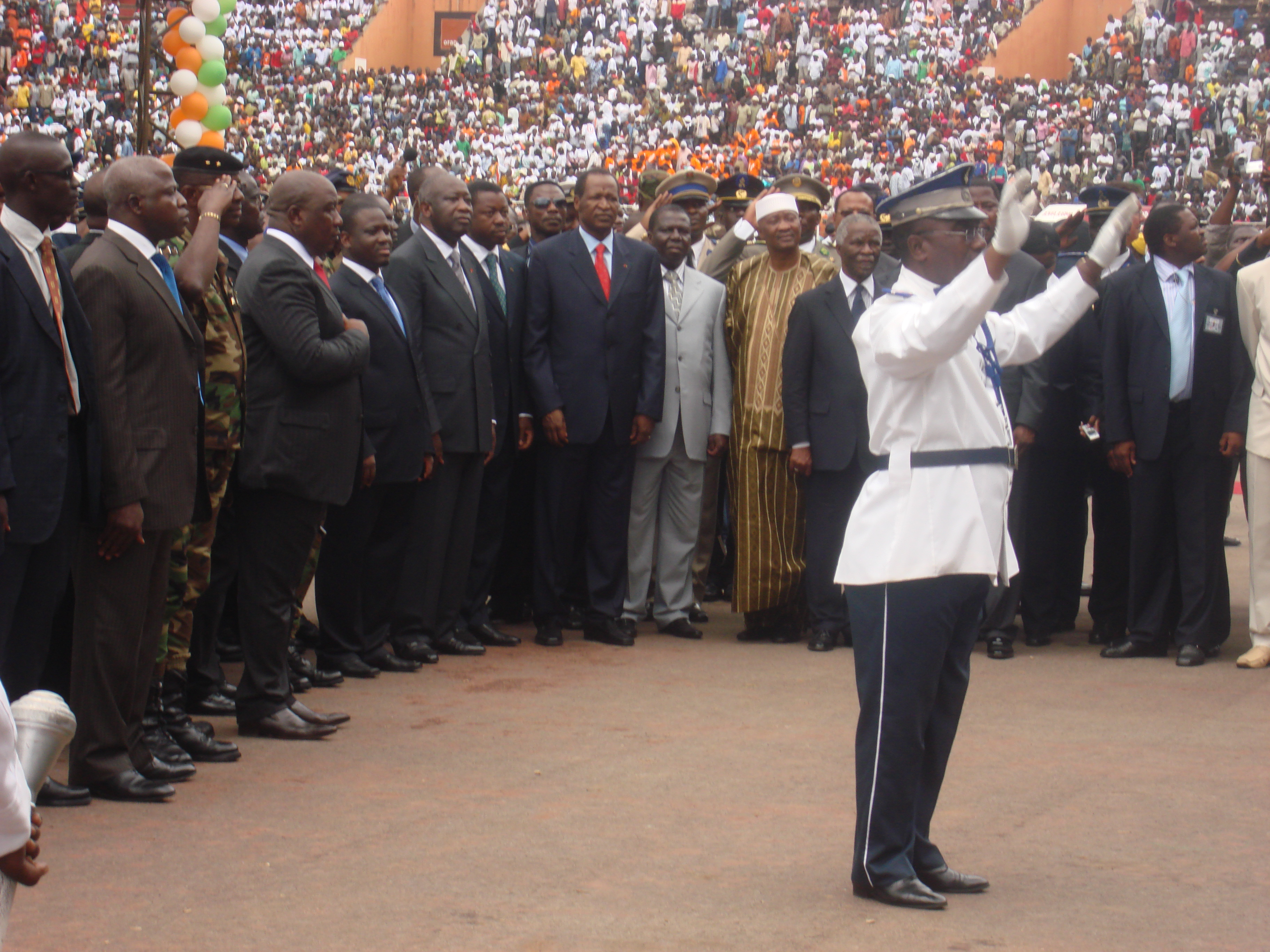
Vieira et autres Chefs d’États africains à la cérémonie de la flamme de la paix à Bouaké (Côte d'Ivoire)

Selon les résultats officiels, Vieira termine deuxième au cours de l'élection du 19 juin, derrière Malam Bacai Sanhá et participe ainsi au deuxième tour. Il bat Sanhá dans le scrutin du 24 juillet et entre en fonction le 1er octobre 2005.
Le 31 octobre 2005, Vieira annonce la dissolution du gouvernement dirigé par son premier ministre rival Carlos Gomes Júnior, avançant la nécessité de maintenir la stabilité et l'unité nationale.
Vieira s'était décrit lui-même comme « un don de Dieu » à la Guinée-Bissau au cours de son mandat.
Vieira a survécu à une précédente tentative d'assassinat en novembre 2008, a déclaré à la radio que les citoyens peuvent compter sur le soutien inconditionnel du président et s'est demandé si le pays continuerait ainsi, si l'État pouvait faire son travail sans ingérence, j'accuse le général Tagme Na -Waie d'être responsable de la tentative de coup d'état et de mettre en danger la stabilité, la paix et la démocratie dans le pays.

## Assassinat
Le 2 mars 2009, João Bernardo Vieira est tué dans sa résidence officielle par des hommes en armes, juste après un attentat à la bombe qui a tué le chef d'état-major Batista Tagme Na Waie. Des responsables militaires auraient revendiqué la responsabilité de la mort de Vieira.
Selon Le Figaro, ces deux attentats porteraient la marque des trafiquants de drogue colombiens. Le PRID, le parti fondé en soutien à Vieira, aurait été particulièrement impliqué dans ce trafic, qui mouille une grande partie de la classe politique de Guinée-Bissau. Le double attentat aurait pu être une mesure de représailles contre la destitution, en août 2008, du chef de la marine nationale, accusé de couvrir le trafic.
L'armée a nié que l'assassinat de Vieira représentait un coup d'État et a déclaré qu'elle suivrait l'ordre constitutionnel, par conséquent, le président de l'Assemblée populaire nationale, Raimundo Pereira, assure l'intérim.

## Postes occupés
- Commissaire politique et chef militaire pour la région de Catió
- Commandant militaire du front Sud (1964)
- Membre du bureau politique du PAIGC (1964–1965)
- Vice-président du Conseil de guerre du PAIGC (1965–1967)
- Délégué du bureau politique pour le front Sud (1967–1970)
- Membre du Comité exécutif du Conseil de guerre du PAIGC (1970–1971)
- Membre du secrétariat permanent du PAIGC (1973–????)
- Nommé député secrétaire général du PAIGC en 1973
- Président de l'Assemblée nationale populaire (1973–1978)
- Premier ministre (28 septembre 1978–14 novembre 1980)
- Président du Conseil de la Révolution (14 novembre 1980–14 mai 1984)
- Président du Conseil d'État (16 mai 1984–29 septembre 1994)
- Président de la République (1er octobre 2005-2 mars 2009)